# قلعة حسين أباد (قرية)
قلعة حسين أباد (بالفارسية: قلعه حسین‌آباد) هي منطقة سكنية تقع في تشارواماق الشرقية الريفية في إيران. يقدر عدد سكانها بـ 465 نسمة .